# Richard K. Spottswood

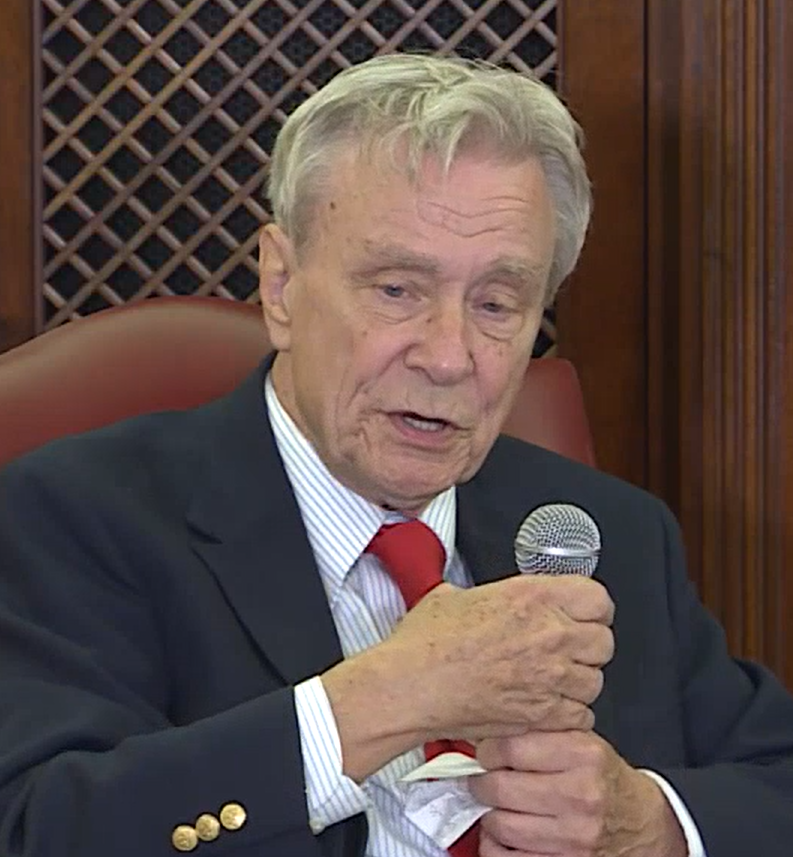
Dick Spottswood (2019)

Richard Keith Spottswood (* 17. April 1937 in Washington, D.C., USA), bekannt als Dick Spottswood, ist ein US-amerikanischer Musikforscher und Autor.

## Leben
Dick Spottswood wurde 1937 in Washington, D.C. geboren, wo sein Vater für eine Telefonfirma arbeitete. Schon in jungen Jahren interessierte er sich für Musik mit besonderem Interesse an frühem Jazz, Country, Blues und Gospel. Als Teenager, etwa 1953 oder 1954, hörte er zum ersten Mal eine Aufnahme von Foggy Mountain Breakdown und fühlte sich sofort zur Bluegrass-Musik hingezogen.
Spottswood erwarb 1960 seinen Bachelor of Arts an der University of Maryland und 1962 seinen Master in Bibliothekswissenschaft an der Catholic University in Washington, D.C.
Seit 1963 schrieb Spottswood über Musik und produzierte Zusammenstellungen von Aufnahmen in den Bereichen Country, Blues und Folk, auch aus Ländern außerhalb der USA und in anderen Sprachen als Englisch. Er ist Mitgründer der Association for Recorded Sound Collections (ARSC) sowie die Zeitschrift Bluegrass Unlimited. Er gründete und betrieb die Plattenlabel Piedmont und Melodeon Records. Ab 1985 war er Produzent und Moderator der Radiosendung The Dick Spottwood Show.

## Werk
Dick Spottwoods Hauptwerk Ethnic Music on Records: A Discography of Ethnic Recordings Produced in the United States, 1893–1942 (University of Illinois Press, 1990) ist eine siebenbändige Auflistung von Tonaufnahmen von Fremdsprachen- und Minderheitengruppen, die in den USA bis 1942 herausgegeben wurden. Er hat außerdem die 15-bändige LP-Reihe Folk Music in America für die Library of Congress herausgegeben und kommentiert. Spottwood hat auch zu verschiedenen Büchern beigetragen, etwa Country Music Sources: A Biblio-Discography of Commercially Recorded Traditional Music (2002) oder Lost Sounds: Blacks and the Birth of the Recording Industry, 1890–1919 (2004).
Zudem hat Spottswood zu Hunderten von Neuveröffentlichungen von Aufnahmen beigetragen, die von Unternehmen wie Arhoolie, Rounder, Herwin, Yazoo, Document, Biograph, Revenant und Dust-to-Digital sowie seinen eigenen Labels Melodeon und Piedmont herausgegeben wurden.

## Auszeichnungen
- 2003: Association for Recorded Sound Collections (ARSC) Lifetime Achievement Award[2]
- 2009: International Bluegrass Music Association Distinguished Achievement Award[9]